# Бизнес-планирование
Бизнес-план (англ. business plan) — план осуществления бизнес-операций, действий фирмы, содержащий сведения о фирме, товаре, его производстве, рынках сбыта, маркетинге, организации операций и их эффективности. Бизнес-планирование — это определение целей и путей их достижения, посредством каких-либо намеченных и разработанных программ действий, которые в процессе реализации могут корректироваться в соответствии с изменившимися обстоятельствами.

## История
В СССР в качестве годового плана производственно-технической и финансовой деятельности предприятия использовался техпромфинплан.
После перехода на рыночную экономику российские предприятия перестроились на использование бизнес-плана.

## Определение
Согласно определению «Современного экономического словаря» и «Большого экономического словаря» бизнес-план — это план, программа осуществления бизнес-операций, действий предприятия, содержащая сведения о предприятии, товаре, его производстве, рынках сбыта, маркетинге, организации операций и их эффективности. Бизнес-план составляется в целях описания этапов и путей проведения предпринимательской операции, её выгодности и используется для убеждения партнёров (кредиторов) в целесообразности предстоящей сделки, операции.
В «Экономическом словаре» бизнес-план — это документ, вырабатываемый предприятием, в котором систематизируются основные аспекты намеченного коммерческого мероприятия.
То есть бизнес-план  — это результат сводного систематического планирования деятельности предприятия; это документ стратегического плана создания/развития бизнеса предприятия, отражающий текущее состояние, цели и стратегию достижения ожидаемых потребностей и развития предприятия. Бизнес-план может быть и результатом единовременного планирования проекта для решения конкретной стратегической задачи; это основной документ инвестиционного проекта, в котором излагаются суть, основные характеристики, финансовые результаты и экономическая эффективность проекта.
Бизнес-планирование — это разработка бизнес-плана, то есть процедура по сбору, обработки информации, принятия системы взаимосвязанных управленческих решений с целью получения ожидаемого результата.

## Планирование и бизнес-планирование
Планирование — это процесс постановки целей и определение того, что должно быть сделано для их достижения; вид управленческой деятельности по определению будущего с постановкой целей, выбором путей и способов их достижения, разработкой планов, распределением необходимых ресурсов; повторяющийся процесс переработки информации и принятия управленческих решений как в целом по предприятию, так и по её отдельным подразделениям. Результатом планирования является план.
Виды планирования:
- стратегическое (долгосрочное);
- среднесрочное;
- краткосрочное.

Стратегические планы отображают перспективы развития предприятия в будущем (свыше 5 лет).
Среднесрочные планы (3—5 лет).
Краткосрочные планы (1 год) — увязывают объём продукции с имеющимися ресурсами (производственные фонды, численность работников).
Планы составляют как в количественных, так и в качественных показателях.
Количественные — характеризуют объёмы продаж, увеличение прибыли, снижение себестоимости.
К качественным планам относятся повышение престижа предприятия, охрана окружающей среды, повышение культурного и образовательного уровня работников предприятия.
План развития предприятия включает следующие разделы:
1. план производства и реализации продукции (производственная программа);
2. план развития науки и техники;
3. план повышения экономической эффективности производства;
4. план материально-технического обеспечения (МТО);
5. план капитального строительства и капитальных вложений;
6. план по труду и кадрам;
7. план по издержкам, прибыли, рентабельности производства;
8. финансовый план;
9. план социального развития коллектива;
10. план мероприятий по охране природы и рациональному использованию природных ресурсов.

Бизнес-планирование имеет следующие отличия от планирования:
1. Бизнес-планирование включает лишь одну из важнейших задач планирования нового вида деятельности или бизнес-проекта, а не весь комплекс деятельности предприятия. Бизнес-план разрабатывает лишь новую стратегию или тактику развития предприятия, а план может включать различные виды совместной текущей и перспективной деятельности.
2. Бизнес-планы разрабатываются в основном на инновационные проекты, и они ограничены чёткими сроками их выполнения, по истечении которых работа над данным бизнес-проектом завершается. Планирование производится непрерывно по всем видам деятельности предприятия: по мере выполнения одного годового плана предприятие переходят к осуществлению следующего плана и т. д.
3. Бизнес-план в основном состоит в открытии нового дела/проекта и получения под него необходимых ресурсов (в том числе денежных средств). К бизнес-плану предъявляются повышенные требования к наиболее тщательного обоснования финансовых показателей с учетом существующей степени риска. Планы необходимы в основном для собственного пользования, а бизнес-планы — для внешних пользователей.
4. Бизнес-планы разрабатываются под руководством первых лиц или собственником предприятия. Планирование, как правило, осуществляется экономистами-плановиками функциональных подразделений предприятия.

## Цели и задачи составления бизнес-плана
Бизнес-план служит двум основным целям:
- Он даёт инвестору ответ на вопрос, стоит ли вкладывать средства в данный инвестиционный проект.
- Служит источником информации для лиц, непосредственно реализующих проект.

Бизнес-план помогает предпринимателю решить следующие основные задачи:
- определить конкретные направления деятельности фирмы,
- целевые рынки и место фирмы на этих рынках;
- сформулировать долговременные и краткосрочные цели фирмы, стратегию и тактику их достижения.
- определить лиц, ответственных за реализацию стратегии; выбрать состав и определить показатели товаров и услуг, которые будут предложены фирмой потребителям.
- оценить производственные и торговые издержки по их созданию и реализации;
- выявить соответствие имеющихся кадров фирмы, условий мотивации их труда предъявляемым требованиям для достижения поставленных целей;
- определить состав маркетинговых мероприятий фирмы по изучению рынка, рекламе, стимулированию продаж, ценообразованию, каналам сбыта и др.;
- оценить финансовое положение фирмы и соответствие имеющихся финансовых и материальных ресурсов возможностям достижения поставленных целей; предусмотреть трудности, «подводные камни», которые могут помешать практическому выполнению бизнес-плана.

Бизнес-план помогает дать ответы предпринимателю на следующие вопросы:
- какой вид продукции или какое новое дело выбрать для выхода на рынок;
- каков будет рыночный спрос на предлагаемые товары и услуги и как он будет изменяться;
- какие ресурсы и в каких количествах потребуются для организации бизнес-проекта;
- сколько будут стоить необходимые ресурсы и где найти надёжных поставщиков;
- каковы будут издержки на организацию производства и реализацию продукции и услуг на соответствующих рынках;
- какой может быть рыночная цена на данную продукцию и как на неё повлияют конкуренты;
- какими могут быть общие доходы и как их следует распределять между всеми участниками бизнес-проекта;
- каковы будут показатели эффективности производства и как их можно повысить.

## Методы составления бизнес-плана
На международных инвестиционно-финансовых рынках выработаны свои определённые стандарты и методики подготовки бизнес-планов, технико-экономических обоснований и инвестиционных меморандумов.

### Методика UNIDO
Организация по промышленному развитию при ООН ЮНИДО (UNIDO) разработала в 1978 году «Руководство по подготовке промышленных технико-экономических исследований».
Общая структура бизнес-плана, в соответствии со стандартами UNIDO, должна иметь следующие параметры:
1. Резюме
2. Идея (сущность) предлагаемого проекта
  - Общие исходные данные и условия.
  - Описание образца нового товара.
  - Оценка опыта предпринимательской деятельности.
  - Оценка рынка сбыта.
  - Описание потребителей нового товара.
  - Оценка конкурентов.
  - Оценка собственных сильных и слабых сторон относительно конкурентов.
3. План маркетинга
  - Цели маркетинга.
  - Стратегия маркетинга.
  - Финансовое обеспечение плана маркетинга.
4. План производства
  - Изготовитель нового товара.
  - Наличие и требуемые мощности производства.
  - Материальные факторы производства.
  - Описание производственного процесса.
5. Организационный план
  - Организационно-правовая форма собственности фирмы.
  - Организационная структура фирмы.
  - Распределение обязанностей.
  - Сведения о партнёрах.
  - Описание внешней среды бизнеса.
  - Трудовые ресурсы фирмы.
  - Сведения о членах руководящего состава.
6. Финансовый план
  - План доходов и расходов.
  - План денежных поступлений и выплат.
  - Сводный баланс активов и пассивов фирмы.
  - График достижения безубыточности.
  - Стратегия финансирования (источники поступления средств и их использование).
  - Оценка риска и страхование.
7. Приложение

Бизнес-плана разрабатывается в четыре этапа: I. на основе стратегического направления развития формулируется миссия компании/продукта; II. на основе финансовых и нефинансовых целей уточняются конкретные показатели компании/проекта, которые планируются достичь; III. выбираются цели, которые должны быть достигнуты за счет реализации стратегий развития; IV. компания оценивается через призму конкретных продуктов и рынков.

### Методика ТАСИС
Метод, разработанный в рамках программы ТАСИС (программа «технического содействия») для своих партнёров, является самым разветвлённым:
1. Резюме
2. Цели предприятия
3. Деятельность существующего предприятия
4. Управление
5. Рынок
6. Продукция
7. Ценообразование
8. Поставщики
9. Материальные ресурсы
10. Помещения
11. Персонал
12. Прибыль и прогнозы
13. Потребность в финансах.

### Методика ЕБРР
Метод Европейского банка реконструкции и развития был разработан упрощённый вариант для своих партнёров:
1. Титульный лист
2. Меморандум о конфиденциальности
3. Резюме
4. Предприятие
  1. История развития предприятия и его состояние на момент создания бизнес-плана, описание текущей деятельности
  2. Собственники, руководящий персонал, работники предприятия
  3. Текущая деятельность
  4. Финансовое состояние
  5. Кредиты
5. Проект
  1. Общая информация о проекте
  2. Инвестиционный план проекта
  3. Анализ рынка, конкурентоспособность
  4. Описание производственного процесса
  5. Финансовый план
  6. Экологическая оценка
6. Финансирование
  1. Графики получения и погашения кредитных средств
  2. Залог и поручительство
  3. Оборудование и работы, которые будут финансироваться за счёт кредитных средств
  4. SWOT-анализ
  5. Риски и мероприятия по их снижению
7. Приложения

### Методика Ernst&Young
Структура бизнес-плана в рамках стандартов Ernst&Young может иметь следующий вид:
1. Исполнительное резюме
2. Анализ рынка
3. Описание компании
4. Продукты и услуги
5. Маркетинг и сбыт
6. Производство
7. Менеджмент и право собственности
8. Требуемые средства и их использование
9. Финансовые данные
10. Приложения или дополнения.

После разработки бизнес-плана по стандарту Ernst&Young рекомендуется составить план по удержанию ключевых сотрудников проекта, учесть риски их ухода из проекта.
Кроме этого необходимо проанализировать реальную потребность в финансировании проекта. Почти каждая реализация проекта на практике требует дополнительного финансирования из-за недооценки потребностей в капиталовложениях или недооценки масштаба проекта.
Проект должен обладать механизмом (возможностью) выхода инвестора из проекта, его замены.

### Методика KPMG
Методика KPMG имеет структуру бизнес-плана:
1. Резюме
  1. Краткий обзор
  2. Предлагаемая продукция и услуги
  3. Миссия, цели и задачи
2. Продукция и услуги
  1. Введение
  2. Продукция и услуги
  3. Сопутствующие товары и услуги
3. Анализ рынка и отрасли
  1. Использование продукта и услуги
  2. Демографический анализ
  3. Конкуренция
  4. SWOT-анализ
4. Целевые рынки
  1. Целевые потребители
  2. Географический целевой рынок
  3. Ценообразование
5. Стратегии рекламы и продвижения
  1. Стратегия продвижения
  2. Средства распространения рекламы
  3. Прогноз продаж
6. Управление
  1. Организация и ключевой персонал
  2. Постоянное потребление активов
  3. Затраты на подготовку производства
7. Финансовый анализ
  1. Себестоимость реализованной продукции
  2. Анализ безубыточности
  3. Количественный анализ
  4. Доходы и убытки
  5. Движение денежных средств
  6. Балансы предприятия
  7. Риски
8. Приложения

## Бизнес-планирование в России
В СССР с 1988 года действовали «Методические рекомендации по комплексной эффективности мероприятий», обобщающие лишь инвестиционные показатели. В 1994 году уже в современной России произошла унификация методов оценки инвестиционных проектов в «Методических рекомендациях по оценке эффективности инвестиционных проектов». В 1999 году вышла вторая редакция «Методических рекомендаций». Однако, многие кредитные организации, фонды и прочие инвесторы имели собственные требования и структуру бизнес-плана, отличные от данных методик.
В настоящий момент среди крупных российских инвесторов выделяются Фонд развития промышленности и другие.